# Banevolden Station
Banevolden Station er et dansk tidligere trinbræt mellem Malling Station og Assedrup Station. Banevolden Station var et stoppested på Odderbanen beliggende i den sydlige udkant af Malling. Trinbrættet blev etableret i 1966, og det blev nedlagt i januar 2006 som følge af ønsket om at sætte hastigheden op kombineret med det lave passagertal på trinbrættet.